# 钢屯镇
钢屯镇，是中华人民共和国辽宁省葫芦岛市连山区下辖的一个乡镇级行政单位。

## 行政区划
钢屯镇下辖以下地区：
兴钢社区、钢西村、钢南村、钢东村、楼房村、王屯村、拉拉屯村、崔屯村、龙王庙村、北地村、老爷庙村、曹屯村、仁屯村、下兰家沟村、兰沟村、马家沟村、富有屯村和张家沟村。